# Autunno (film)
Autunno è un film del 1999, diretto da Nina Di Majo.

## Trama
Napoli è quasi  come Manhattan. Il dramma della borghesia italiana, che è dilaniata tra quello che vorrebbe essere e quello che è, sembra lampante in questo ironico film della giovanissima di Majo. Tra citazioni di Woody Allen e Alfred Hitchcock, la regista reinventa Bergman in napoletano, giocando con Mao Zedong, in una sorta di mokumentary autobiografico, affondando le unghie nella sofferenza degli adolescenti e dei genitori depressi. Con citazioni del cinema di Nanni Moretti, ripensando ai suoi primi film, la regista gioca sulle nevrosi della classe intellettuale e della piccola borghesia oscurantista. Tre storie incrociate su tre generazioni diverse sono la struttura limpida che in un climax finale racconta la fantasia matricida e la vittoria della verità. Matteo ha 16 anni, ha una madre nevrotica e un padre indifferente ed è un ragazzino quasi caratteriale. Costanza, venticinquenne, sogna di diventare scrittrice. Betta, 40 anni, arriva a Napoli dopo essere stata tradita dal suo uomo. I tre personaggi vogliono dare un senso alla loro vita. Le loro solitudini si incrociano e si sfiorano, i loro demoni dostoevskiani e le loro beffe subite sono ironici e deprimenti, creano un brillante insieme da commedia europea raffinata. Si ride, si sorride e si piange. La psicanalisi fa da condimento e da sfondo e accompagna lo spettatore nel  viaggio di Costanza, aspirante scrittrice.  Matteo, che arriva persino a immaginare il matricidio, nella sua solitudine d'adolescente, è il racconto di una  psicosi; colpisce lo spettatore Pietro Alessio di Majo alla sua prima prova da non attore. Elisabetta Piccolomini, con i suoi amori da crisi di nervi, ricorda le attrici di Woody Allen: con i suoi tic da attrice consumata, ci racconta la difficoltà di invecchiare con ironia e vitalità. Moni Ovadia è in un cameo irresistibile, adorabile padre ebreo e democratico. Marco Mario De Notaris, nel suo personaggio stralunato, si aggira nella pellicola con la leggerezza di un Pierrot lunaire.